# Комарова, Станислава Станиславовна
Станисла́ва Станисла́вовна Комаро́ва (род. 12 июня 1986, Москва) — российская пловчиха. На Олимпийских играх 2004 года в Афинах выиграла серебряную медаль в заплыве на 200 м на спине (0,53 сек уступила Кирсти Ковентри из Зимбабве). Это была единственная медаль, завоёванная российскими пловцами в Афинах. Тренировалась у А. Красикова.
- Трёхкратная чемпионка Европы на «длинной воде» (2002 и 2004).
- Вице-чемпионка мира «на длинной воде» на дистанции 200 м на спине (2001, уступила румынке Диане Мокану).
- Бронзовый призёр чемпионата мира «на длинной воде» на дистанции 200 м на спине (2003).
- Многократная чемпионка России.

В конце 2010 года объявила о завершении спортивной карьеры.
Некоторое время была замужем за волейболистом сборной России Алексеем Остапенко, с которым познакомилась в 2008 году на Олимпийских играх в Пекине. Второй муж — Андрей, внук советской теннисистки и телекомментатора Анны Дмитриевой. Сын Ярослав.
Принимала участие во втором сезоне телепроекта «Жестокие игры».
В 2012—2015 годах являлась ведущей спортивных новостей на телеканале НТВ.

## Награды и звания
- Медаль ордена «За заслуги перед Отечеством» II степени (4 ноября 2005 года) — за большой вклад в развитие физической культуры и спорта, высокие спортивные достижения на Играх XXVIII Олимпиады 2004 года в Афинах[6]
- Заслуженный мастер спорта России